# Bartodzieje (Łódź)
Pour les articles homonymes, voir Bartodzieje.
Bartodzieje (prononciation [bartɔˈd͡ʑejɛ]) est un village de la gmina de Masłowice, du powiat de Radomsko, dans la voïvodie de Łódź, situé dans le centre de la Pologne.

## Géographie
Il se situe à environ 8 kilomètres (km) au nord-ouest de Masłowice (siège de la gmina), 23 kilomètres au nord-est de Radomsko (siège du powiat) et 71 kilomètres au sud de la capitale régionale Łódź (capitale de la voïvodie).

## Administration
De 1975 à 1998, le village était attaché administrativement à l'ancienne voïvodie de Piotrków.

Depuis 1999, il fait partie de la nouvelle voïvodie de Łódź.